# Воцель, Ян Эразим
Ян Эразим Воцель (чеш. Jan Erazim Vocel; 23 августа 1802, Кутна-Гора, Австрийская империя — 16 сентября 1871, Прага) — чешский поэт-романтик, драматург, педагог, археолог, основоположник чешской археологии как научной отрасли, историк культуры, деятель чешского национального возрождения в период революции 1848—1849 годов в Чехии, политик. Один из выдающихся деятелей возрождения чешской литературы.

## Биография
Родился в Кутна-Гора 23 августа 1802 года, в семье чиновника. Уже в детстве чтение чешских книг, старых и новых, развило в нём чувство народности, которое удержалось, несмотря на то, что школы, которые он проходил, были чисто немецкие. Ещё в гимназии писал множество стихов и драматических пьес, последние иногда импровизировал, прямо диктуя роли товарищам; эти творения он сам уничтожал; уцелело только то, что тайком от него отдано было его отцом издателю (трагедия «Harfa», v. Kr. Hradci, 1825).
Начав университетский курс в Праге, продолжил учёбу в университете Вены, куда отправился в суровую зиму пешком, надеясь найти здесь больше средств к существованию. Счастливый случай помог ему найти место учителя в доме графов Чернинов, потом маркизов Паллавичини, графов Штернбергов, Сальм-Сальмов, Гаррахов; жил в Венгрии, на Рейне и в других местах. Надолго оторванный от родины, выступил сначала деятельным новеллистом в немецких журналах: «Jugendfreund», «Der Gesellschafter», «Oester. Wunderhorn», но в 1834 году, под влиянием чтения чешской хроники, вернулся к родным темам и языку, и написал эпическую поэму «Prěmyslovci. Bàsen epicka», которая из-за цензурных проволочек смогла появиться только в 1839 году в Праге.
Поэма имела большой успех, благодаря своей основной идее — стремлению к более свободному движению народной жизни. Именно в эти годы появились капитальнейшие произведения чешского возрождения: «Славянские древности» Шафарика, «Wechselseitigheit» Коллара (1837), первый том чешской истории Палацкого (1836).
Чешское национальное движение, уже ранее возбудившее недовольство австрийских властей, подверглось теперь враждебным нападкам и со стороны немецкой публицистики. Чехи защищались в своей литературе, которая, однако, не доходила до их противников. Я. Воцель выступил на защиту её в ряде немецких статей, печатавшихся в «Augsburger Allgem. Zeitung» (1839—1846).
С 1842 года Я. Воцель поселился в Праге, чтобы отдаться полностью учёной и литературной деятельности, вошёл в главный «властенецкий» (патриотический) кружок и почти во все литературно-патриотические учреждения Праги. В 1843 году издал «Меч и Чашу» («Meč a Kalich») — ряд стихотворений о событиях чешской истории XIV и XV веков, в которых воскрешал воспоминания славных времен чешской свободы; этот поэтический цикл закончился «Лабиринтом Славы» 1846 г. В 1848—1849 годах он также принял участие в политических событиях, был членом имперского сейма. Еще ранее издал на немецком языке книгу о чешских древностях («Grundzüge der bohmischen Alterthumskunde», Прага, 1845), которая была началом его учёной деятельности, наполнившей остальную его жизнь.
В 1850 году в пражском университете занял кафедру чешской археологии и истории искусства, и стал основателем этой новой области чешской литературы. Написал ряд исследований по чешским древностям и истории искусства, и в результате изысканий его явилось капитальное сочинение: «Pravěk země české» (2 ч., Прага, 1866—68; русский перевод Задерацкого, под заглавием: «Древнейшая бытовая история славян вообще и чехов в особенности», Киев, 1875). Ему принадлежит также много ценных статей по истории, праву, эстетической критике; статьи эти рассеяны в чешском «Часописе», в журнале «Památky archeologické a mistopisné», в немецких записках чешского учёного общества, в записках венской академии наук.
В 1869 году был признан Советом Санкт-Петербургского университета доктором славянской словесности.
Умер 17 сентября 1871 года. Похоронен на Ольшанском кладбище в Праге.